# Evaldgletsjer
De Evaldgletsjer is een gletsjer in Nationaal park Noordoost-Groenland in het oosten van Groenland. 
De gletsjer is vernoemd naar Evald Hellman, een vriend en oud-klasgenoot van David Malmquist die hier tijdens een expeditie was.

## Geografie
De gletsjer ligt op de zuidoever van het C.F. Mourierfjord in het noordoosten van Søndermarken en heeft een lengte van enkele kilometers.
Ongeveer vijftien kilometer naar het zuidwesten ligt de Søgletsjer.